# Il circo insanguinato
Il circo insanguinato (The Wagons Roll at Night) è un film del 1941 diretto da Ray Enright, con protagonisti Humphrey Bogart e Sylvia Sidney.

## Trama
Nick Coster è il proprietario e gestore di un circo itinerante in cui si esibisce il domatore di leoni Hoffman the Great. Un giorno, un leone aggressivo di nome Caesar fugge dalla sua gabbia e semina il panico tra gli abitanti di una cittadina. Il giovane commesso Matt Varney, con grande sangue freddo, riesce a fermarlo, guadagnandosi la stima della popolazione. Colpito dall'abilità del ragazzo, Nick gli offre un lavoro al circo come assistente di Hoffman.
Quando Hoffman si ubriaca prima di un’esibizione, Nick convince Matt a prendere il suo posto. Il successo del giovane domatore spinge Nick a licenziare Hoffman, impossessandosi anche dei suoi leoni per via di un debito non saldato. Sentendosi tradito, Hoffman affronta Matt in un bar e lo segue al circo, provocandolo fino a scatenare una rissa. Durante la colluttazione, Hoffman finisce contro la gabbia di Caesar e rimane gravemente ferito. Nel tentativo di proteggerlo dalla polizia, Flo Lorraine, la chiromante del circo e fidanzata di Nick, accompagna Matt alla fattoria di quest’ultimo per nasconderlo. Tuttavia, ignora che la giovane sorella di Nick, Mary, è appena tornata a casa dopo aver terminato gli studi. Durante la convalescenza, Matt e Mary si avvicinano e si innamorano. Quando Nick scopre la loro relazione, impone a Matt di andarsene e di non rivedere mai più Mary. Il ragazzo accetta a malincuore, ma Flo, scoprendo di non essere ricambiata da Matt, lo incoraggia a ribellarsi agli ordini di Nick. Dopo il ritorno di Nick da un viaggio d’affari, l’uomo scopre che Matt è di nuovo alla fattoria e, durante una lite furiosa, colpisce Mary per avergli risposto con durezza. Matt reagisce colpendolo a sua volta, scatenando l’ira del proprietario del circo.
Deciso a vendicarsi, Nick spinge Matt ad affrontare Caesar nella gabbia, dandogli un’arma scarica. Mentre il ragazzo lotta per la sua vita, Flo e Mary arrivano al circo e tentano disperatamente di fermare l’inevitabile. Alla fine Nick rinsavisce e affronta il Leone per salvare il ragazzo, ma la belva lo assale. Il proprietario del circo muore poco dopo per le ferite riportate, non prima di aver augurato il meglio a Matt e Mary.

## Produzione
La sceneggiatura è di Fred Niblo Jr. e Barry Trivers, e il film è basato sul romanzo Kid Galahad di Francis Wallace, pubblicato per la prima volta nel 1936 come serie a puntate su The Saturday Evening Post.
Questa pellicola rappresenta l'unica versione della storia ambientata nel contesto originale del circo. Il romanzo di Wallace aveva già ispirato un precedente adattamento cinematografico, L'uomo di bronzo (Kid Galahad, 1937), diretto da Michael Curtiz, sempre per la Warner Bros., con Humphrey Bogart in un ruolo secondario, ma trasposto nel mondo della boxe. Nel 1962, la United Artists realizzò un remake musicale della versione "pugilistica" della storia di Wallace, mantenendo lo stesso titolo e affidando la regia a Phil Karlson, con Elvis Presley nel ruolo del giovane pugile.